# I'm proud
《I'm proud》為日本女歌手華原朋美的第3張單曲，由小室哲哉所製作。

## 說明
- 延續前作〈I BELIEVE〉的第二張百萬銷量單曲。為華原最暢銷的單曲。
- 在創下紀錄的大賣首張專輯《LOVE BRACE》中，此曲所收錄的為在單曲版末段副歌進行詞曲增加後的「full version」。
- 本作力壓同年安室奈美惠的〈Don't wanna cry〉、〈Chase the Chance〉等作品，成為公信榜該年度個人女歌手最高銷量的單曲。
- 1996年末以此曲登上第47屆NHK紅白歌唱大賽，由小室哲哉擔任鋼琴伴奏。

## 收錄歌曲
全碟作詞・作曲・編曲：小室哲哉
1. I'm proud [Radio Edit]
2. I'm proud [Extended Mix]
3. I'm proud [Orchestral Mix]
4. I'm proud [Instrumental]